# Liste des sites et monuments classés de la wilaya d'El Oued
Cet article présente une liste des sites et monuments classés de la wilaya d'El Oued, en Algérie.

## liste
| Id    | Identification du bien               | Datation  | Commune     | Coordonnées    | Catégorie du classement                     | Mesures et date de protection | Date de publication au Journal Officiel | Illustration    |                       |
| ----- | ------------------------------------ | --------- | ----------- | -------------- | ------------------------------------------- | --- | --------------------------------------- | --------------- | --------------------- |
| 39-1  | Zaouïa Tidjania                      | Médiévale | Guemar      | à géolocaliser | Classé                                      | Classé parmi les monuments historiques par arrêté du 01/02/1982, après avis favorable de la commission nationale des monuments et sites historiques tenu le 27/12/1978.     | N° 18 du 04/05/1982                     |                 | Télécharger une image |
| 39-2  | Hay El Atik Kasr Ouaghlana           | Médiévale | Djamaa      | à géolocaliser | Inscription sur l'inventaire supplémentaire | Inscrit sur l'inventaire supplémentaire Arrêté signé par le wali N° 1214 du 04/07/2013                                                                                      | Arrêté non pub au journal officiel      | Image manquante | Télécharger une image |
| 39-3  | Site archéologique Chakchak          | Antique   | Beni Guecha | à géolocaliser | Inscription sur l'inventaire supplémentaire | Inscrit sur l'inventaire supplémentaire Arrêté signé par le wali N°1210 du 04/07/2013                                                                                       | Arrêté non pub au journal officiel      | Image manquante | Télécharger une image |
| 39-4  | Zaouia Ali Ben Khazene               | Médiévale | Debila      | à géolocaliser | Inscription sur l'inventaire supplémentaire | Inscrit sur l'inventaire supplémentaire Arrêté signé par le wali N° 1215 du 04/07/2013                                                                                      | Arrêté non pub au journal officiel      | Image manquante | Télécharger une image |
| 39-5  | Zaouia El Kadiria                    | Médiévale | El Oued     | à géolocaliser | Inscription sur l'inventaire supplémentaire | Inscrit sur l'inventaire supplémentaire Arrêté signé par le wali N° 1211 du 04/07/2013                                                                                      | Arrêté non pub au journal officiel      | Image manquante | Télécharger une image |
| 39-6  | Zaouia et Kouba El Imam Echerif      | Médiévale | Robbah      | à géolocaliser | Inscription sur l'inventaire supplémentaire | Inscrit sur l'inventaire supplémentaire Arrêté signé par le wali N° 1213 du 04/07/2013                                                                                      | Arrêté non pub au journal officiel      | Image manquante | Télécharger une image |
| 39-7  | Zaouia et Mausolée El Hachemi Cherif | Médiévale | Bayadha     | à géolocaliser | Inscription sur l'inventaire supplémentaire | Inscrit sur l'inventaire supplémentaire Arrêté signé par le wali N° 1209 du 04/07/2013                                                                                      | Arrêté non pub au journal officiel      | Image manquante | Télécharger une image |
| 39-8  | Zaouia et Minaret Sidi Salem         | Médiévale | El Oued     | à géolocaliser | Inscription sur l'inventaire supplémentaire | Inscrit sur l'inventaire supplémentaire Arrêté signé par le wali N° 1212 du 04/07/2013                                                                                      | Arrêté non pub au journal officiel      | Image manquante | Télécharger une image |
| 39-9  | Ksar de Tamerna                      | Médiévale | Sidi Amrane | à géolocaliser | Secteur sauvegardé                          | Créé et délimité en secteur sauvegardé par Décret Exécutif n° 09-406 du 29/11/2009, après avis favorable de la commission nationale des biens culturels tenu le 06/12/2007. | N° 71 du 02/12/2009                     | Image manquante | Télécharger une image |
| 39-10 | Vieux quartier d'El Acheche-Massaâba | Médiévale | El Oued     | à géolocaliser | Secteur sauvegardé                          | Créé et délimité en secteur sauvegardé par Décret Exécutif n° 11-140 du 28/03/2011, après avis favorable de la commission nationale des biens culturels tenu le 17/12/2008. | N° 20 du 30/03/2011                     |                 | Télécharger une image |